# Thomas Fermor
Pour les articles homonymes, voir Fermor et Pomfret.
Thomas William Fermor (12 octobre 1770 - 29 juin 1833) est un officier de l'armée britannique ayant combattu dans les Guerres napoléoniennes. 

## Biographie
Il est le deuxième fils de George Fermor (2e comte de Pomfret) (1722-1785), et d'Anna Maria Drayton de Sunbury, dans le Middlesex. 
Il est nommé enseigne dans les Scots Guards. Il sert en Flandre en 1793 et assiste à la Bataille de Famars, aux sièges de Valenciennes et de Dunkerque et à la bataille de Lincelles. En 1794, il est promu lieutenant. Il sert en Irlande pendant la rébellion, et dans l'Invasion anglo-russe de la Hollande, où il participe à plusieurs actions. Le 16 mars 1800, il est nommé dans une compagnie avec le grade de lieutenant-colonel. Il sert avec les gardes dans la Guerre d'indépendance espagnole jusqu'à sa promotion au grade de major général le 4 juin 1813. Pour la Bataille des Arapiles il reçoit une médaille; il est également chevalier de l'Ordre de la Tour et de l'Épée, qu'il a obtenu l'autorisation d'accepter le 11 mai 1813. Sa dernière commission en tant que lieutenant général porte la date du 27 mai 1825. 
Il succède à son frère George Fermor (3e comte de Pomfret) (1768-1830) en tant que 4e comte de Pomfret le 7 avril 1830. Il est élu membre de la Royal Society en 1805 et membre de la Society of Antiquaries, et décéda le 29 juin 1833. 

## Famille
Lord Pomfret épouse Amabel Elizabeth, fille aînée de Sir Richard Borough, baronnet, le 13 janvier 1823. Ils ont deux fils et deux filles. Amabel épouse, en mai 1834, William Thorpe, DD, de Belgrave Chapel, Pimlico. Il est remplacé au comté par son fils aîné, George William Richard Fermor, 5e comte de Pomfret. 